# 大友哲
大友哲（日语：／ Ōtomo Satoru，1957年12月19日—）是一位日本牙醫、業餘天文學家和小行星發現者。

## 生涯
大友哲出生於東京都三鷹市，畢業於日本大学松戶牙醫學部。1986年，大友哲在山梨縣高根町（現・北杜市）清里開設清里牙科医院及清里大友天文台。1991年，大友哲發現小行星5337青木，隨後陸續發現小行星6866空海、小行星6880早見優、小行星7291百武、小行星10152宇吉郎等。

## 小行星
根據小行星中心紀錄，1991年至1997年間，他發現了148顆小行星，其中15顆是與村松修共同發現的。截至2024年為止，他在小行星發現數量名單中排名第104位。

## 外部連結
- Minor Planet Discoverers (Alphabetically) （页面存档备份，存于）